# الخرف (إب)
الخرف هي إحدى قرى الجمهورية اليمنية. وهي تتبع جغرافيًا لمحافظة إب. وإداريًا لمديرية جبله. يبلغ تعداد سكانها 968 نسمة حسب الإحصاء الذي جرى عام 2004.